# Presnovni sindrom
Presnovni ali metabolični sindrom je v medicini skupek povezanih kliničnih in presnovnih dejavnikov tveganja, ki pomembno povečujejo tveganje za sladkorno bolezen, srčno-žilne bolezni in umrljivost. Zanj je značilna kombinacija najmanj treh od naštetih stanj: abdominalna debelost (kopičenje maščevja v trebušni votlini), hipertrigliceridemija (povišana raven določenih maščob v krvi), nizka raven HDL, povišan krvni tlak (hipertenzija) in visoka raven plazemske glukoze na tešče.

## Poimenovanje
Poimenovanje presnovnega oz. metaboličnega (tudi metabolnega) sindroma v literaturi ni enotno. Zanj se uporabljajo tudi druga imena, kot so sindrom neodzivnosti na inzulin, sindrom X, polimetabolni sindrom in presnovni srčnožilni sindrom.

## Epidemiologija
V razvitem svetu postaja presnovni sindrom eden pomembnejših zdravstvenih problemov. Njegova razširjenost na primer v ZDA se ocenjuje na približno 25 %. Zaradi staranja prebivalstva in vse večje prisotnosti debelosti že med mladostniki se pričakuje, da se bo njegova razširjenost a še povečala. Podatki o pojavnosti presnovnega sindroma med prebivalstvom v Sloveniji niso na voljo, je pa znano, da je razširjenost posameznih komponent presnovnega sindroma sorazmerno visoka med splošno odraslo populacijo v Sloveniji. Prevalenca centralnega tipa debelosti pri bolnikih, ki so obiskali osebnega izbranega zdravnika, je 50 % za ženske in  33,5 % za moške. V presečni epidemiološki raziskavi z anketnimi vprašalniki v letu 2008 so ugotovili, da je bilo v populaciji glede na samoporočanje 27,8 % oseb z že znano arterijsko hipertenzijo, zdravila proti povišanem krvnem tlaku je prejemalo 24,9 % anketiranih ljudi. Hiperholesterolemijo je imelo ugotovljeno 24,5 % anketiranih, zdravila za zniževanje holesterola pa je v zadnjem tednu jemalo 12,2 % anketirancev. Sladkorno bolezen, ne glede na tip, je samoporočalo 6,9 % anketiranih. Prekomerno telesno težo (ITM od 25 do 29,9) je imelo 42 %, debelost (ITM > 30) pa 17,9% preiskovane populacije.

## Zdravljenje
Vzročnega zdravljenja ni pri presnovnem sindromu ni. Najuspešnejši ukrepi so hujšanje, telesna dejavnost in zdrava prehrana, ki zmanjšajo tveganje za nastanek srčno-žilnih bolezni, preprečijo ali celo ozdravijo bolezni, ki so sestavni del presnovnega sindroma. Pri bolj ogroženih se uvedejo zdravila zdravljenje povišanega krvnega tlaka, hiperlipidemije in/ali sladkorne bolezni tipa 2.